# Jiří Rusnok
Jiří Rusnok (* 16. října 1960 Ostrava) je český ekonom a politik, v letech 2013–2014 předseda tzv. úřednické vlády České republiky. Mezi lety 2016 a 2022 byl guvernérem České národní banky.
Rusnok byl od dubna 2001 posledním ze tří ministrů financí sociálně demokratické vlády Miloše Zemana, v následující koaliční vládě Vladimíra Špidly byl do března 2003 ministrem průmyslu a obchodu. Po konfliktu se Špidlou a odchodu z politiky pracoval v ING Penzijním fondu a různých oborových sdruženích.
Dne 25. června 2013 jej prezident Miloš Zeman jmenoval premiérem a pověřil sestavením „vlády odborníků“. Vláda Jiřího Rusnoka, jejímiž členy byli i někteří krajští volební lídři SPOZ pro následné parlamentní volby 2013, složila slib do rukou prezidenta 10. července a 7. srpna nezískala důvěru Poslanecké sněmovny; zůstala však ve funkci rekordní dobu až do jmenování vlády Bohuslava Sobotky 29. ledna 2014.

## Biografie
Vystudoval Gymnázium v Českém Těšíně, roku 1984 absolvoval Národohospodářskou fakultu VŠE v Praze, pak nastoupil do Státní plánovací komise jako referent v odboru dlouhodobých výhledů, později pracoval na Federálním ministerstvu pro strategické plánování jako vedoucí oddělení sociální strategie. Před rokem 1989 byl kandidátem členství v KSČ. V letech 1992–1998 byl poradcem a vedoucím sociálně-ekonomického oddělení Českomoravské konfederace odborových svazů.
V lednu 1998 vstoupil do České strany sociálně demokratické. V srpnu 1998 byl jmenován náměstkem ministra práce a sociálních věcí Vladimíra Špidly ve vládě Miloše Zemana. V komunálních volbách v říjnu 1998 za ČSSD neúspěšně kandidoval do zastupitelstva městské části Praha 18; jako profesi měl uvedeno „ekonom“.
Poté, co druhý z ministrů financí Zemanovy vlády Pavel Mertlík kvůli sporům s premiérem a zbytkem vlády odstoupil, byl Rusnok 13. dubna 2001 jmenován na jeho místo.  V červnu 2002 byl zvolen poslancem jako lídr kandidátky ČSSD v Královéhradeckém kraji. V nové Špidlově vládě se v červenci 2002 stal ministrem průmyslu a obchodu.
13. března 2003 premiér Vladimír Špidla Rusnoka odvolal z vlády s odůvodněním špatné komunikace. Na sjezdu ČSSD 29. března Rusnok kandidoval na předsedu jako představitel pragmatického křídla; Špidla ale předsednictví obhájil 299 hlasy proti 147. Krátce předtím Rusnok otevřeně podpořil v prezidentské volbě (na rozdíl od oficiální linie ČSSD) Václava Klause. Podporoval rovněž velkou koalici ČSSD a ODS. 23. dubna Rusnok složil poslanecký mandát; nahradil jej první náhradník kandidátky Robin Böhnisch.
Kritický postoj vůči hlavnímu proudu sociální demokracie si Rusnok zachoval i v následujících letech. V září 2006 se dokonce mluvilo o jeho vyloučení z ČSSD, když přijal nabídku ministra financí menšinové vlády ODS Vlastimila Tlustého a zasedl do jeho expertní skupiny. Předseda Jiří Paroubek tehdy prohlásil, že se Rusnok myšlenkově již dávno s ČSSD rozešel. V prosinci 2008 se před očekávanou rekonstrukcí druhé vlády Mirka Topolánka objevily zprávy, že by se Rusnok (ač stále člen ČSSD) mohl stát vicepremiérem pro ekonomiku.
Po roce 2003 Rusnok opustil politiku a pracoval ve finančnictví. Byl jmenován do funkce poradce Výkonné rady ING pro Českou a Slovenskou republiku. Od 7. října 2003 byl členem dozorčí rady ING Penzijní fond, a.s. (od 1. ledna 2013 ING Penzijní společnost); v srpnu 2006 povýšil na předsedu představenstva, jímž byl znovuzvolen v srpnu 2011; rezignoval ke 30. červnu 2013. V letech 2005–12 byl prezidentem Asociace penzijních fondů (předtím od roku 2004 její viceprezident). V letech 2006–2009 byl předsedou Výboru pro finanční trh, poradního orgánu bankovní rady ČNB; od roku 2009 prezidentem Rady pro veřejný dohled nad auditem. Byl členem Národní ekonomické rady vlády ČR (2009–13).
V lednu 2010 Rusnok vystoupil z ČSSD; prohlásil, že jej k tomu vedl nesouhlas s populismem a rozdávačností strany. V říjnu téhož roku kandidoval coby lídr kandidátky do zastupitelstva Prahy-Vinoře za SPOZ jako nestraník. V říjnu 2011 vystupoval za tuto politickou stranu v médiích. Předseda SPOZ Zdeněk Štengl však po Rusnokově designování premiérem prohlásil, že není členem „ani ekonomickým expertem strany […] v žádném vztahu se SPOZ není.“

## Premiér a působení v ČNB

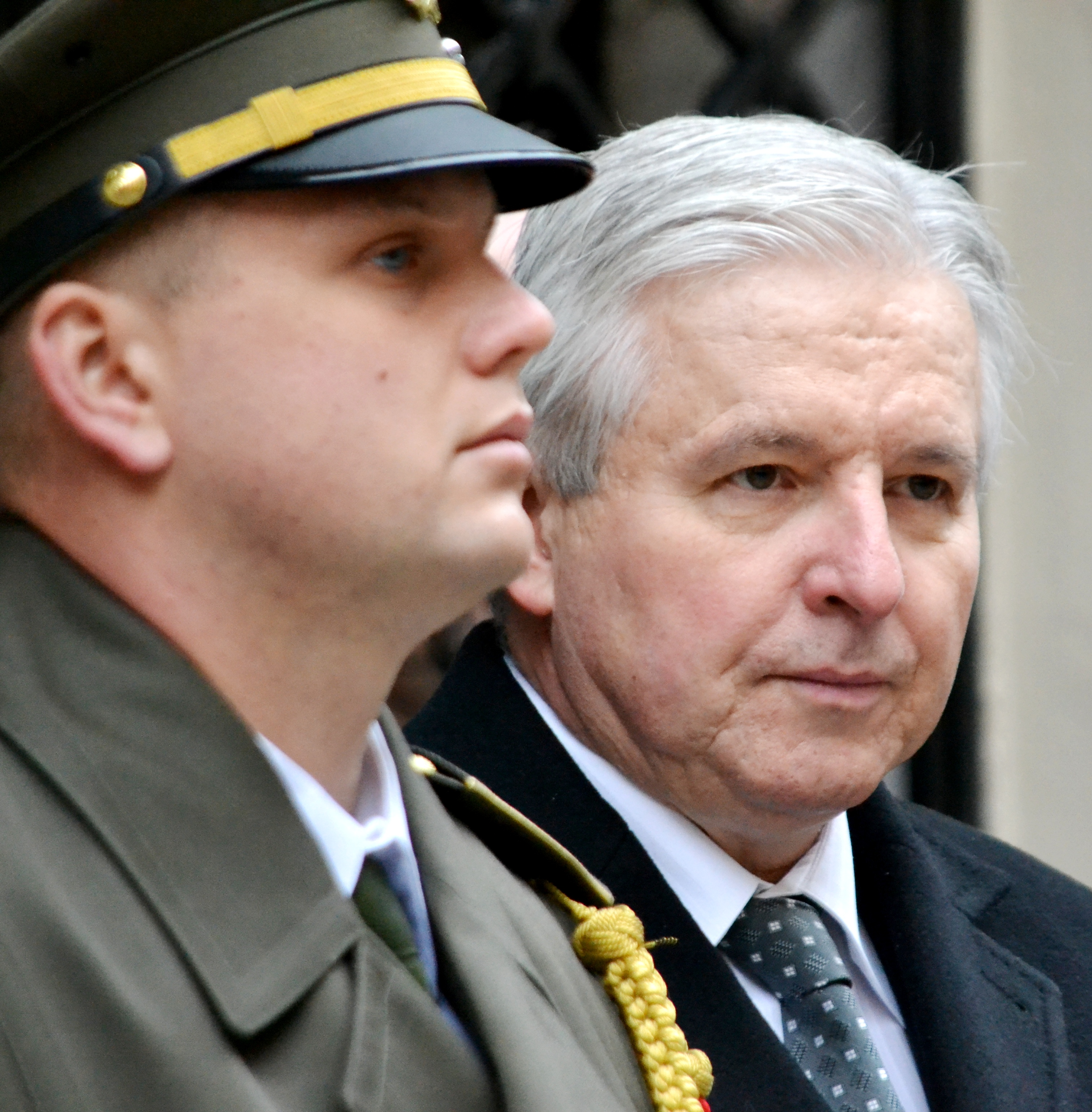
Premiér Rusnok 17. listopadu 2013 na pietní akci u Hlávkovy koleje

Před prezidentskými volbami v lednu 2013 Rusnok podpořil Miloše Zemana; po jeho vítězství jej navštívil, přislíbil stát se jeho ekonomickým poradcem a naznačil i ochotu přijmout nominaci do bankovní rady ČNB. Když po červnové demisi premiéra Nečase Zeman dal najevo, že jmenuje úřednickou vládu, Rusnok byl hlavní očekávaný kandidát; v úterý 25. června odpoledne to Zeman oficiálně potvrdil a rovnou jmenoval Rusnoka premiérem, respektive pověřil sestavením vlády.
Další dva týdny Rusnok v Kramářově vile jednal s kandidáty na ministry; to šlo bez obtíží a celou vládu Zeman jmenoval ve středu 10. července. Ve středu 7. srpna vláda Jiřího Rusnoka nezískala důvěru sněmovny. Pro důvěru bylo 93 poslanců (KSČM, VV, na poslední chvíli i ČSSD) proti 100 (bývalá koalice). Na závěr zasedání v pátek 9. srpna vláda usnesením č. 617 podala demisi; v úterý 13. srpna ji Rusnok předal do Zemanových rukou.
Kvůli následnému seberozpuštění Poslanecké sněmovny a dlouhému sestavování nové vlády po předčasných volbách zůstala Rusnokova vláda bez důvěry ve funkci rekordní dobu až do konce ledna.
Ve středu 5. února 2014 prezident Miloš Zeman jmenoval Rusnoka na Pražském hradě členem bankovní rady ČNB. Funkce se ujal 1. března 2014, kdy vypršel šestiletý mandát Evě Zamrazilové. 25. května 2016 jej prezident jmenoval guvernérem ČNB. Funkce se ujal od července a vystřídal tak Miroslava Singera. Post guvernéra zastával do konce června 2022, kdy jej nahradil Aleš Michl.

## Rodinný život
Rusnok žije v rodinném domku z roku 2005 v Praze-Vinoři s manželkou Ivetou, inženýrkou ekonomie a personalistkou t. č. možná v domácnosti, která se vyhýbá médiím a veřejným akcím. Vzali se někdy v letech 1988–9; mají tři děti.
Rusnokův syn Michal (1989), absolvent Právnické fakulty Univerzity Palackého žijící v Olomouci, vzbudil koncem srpna 2013 pozornost bulvárních médií, když na Facebooku napsal, že vystupuje ze SPOZ a „socialismus je největší zlo“. Ve straně byl od ledna 2011, jako člen olomoucké organizace publikoval několik článků na ekonomicko-politická témata. Následně své vyjádření zmírnil.

## Kontroverze kolem Mandelova pohřbu
Po úmrtí Nelsona Mandely počátkem prosince 2013 vedl Rusnok v Poslanecké sněmovně o přestávce jednání rozhovor s ministrem obrany Pickem, kde vyjadřoval nechuť letět na pohřeb a naději, že se toho ujme prezident Zeman, nekultivovanými až vulgárními výrazy. Konverzaci zachytily zapnuté mikrofony u řečnického pultu a odvysílala ji Česká televize v nočním záznamu ze sněmovny; jeden divák zveřejnil záznam na YouTube, kde se rychle rozšířil a zpráva vzbudila pozornost i v zahraničí. Rusnok se poté za svá slova omluvil s odkazem na časově náročný pracovní program.